# Oberneukirchen
Oberneukirchen là một đô thị thuộc huyện Mühldorf bang Bayern nước Đức